# Punta Roma
La Punta Roma è una montagna della catena delle Alpi Cozie, alta 3070 m.

## Caratteristiche
È una delle punte della cresta Nord del Gruppo del Monviso, sulla linea di confine tra Francia e Italia. Sulle carte francesi è indicata come Pointe de Rome con un'altezza di 3069 m.
La montagna presenta versanti abbastanza scoscesi e dirupati sia sul versante occidentale che su quello orientale; il versante occidentale è più regolare, mentre quello orientale risulta molto frastagliato. Verso Nord, la cresta discende leggermente e prosegue verso la vicina Punta Udine; a Sud, la cresta discende sensibilmente fino al Passo del Colonnello, prosegue circa a livello sino al Passo Giacoletti per poi condurre alla Punta Gastaldi.
Dal punto di vista geologico, la montagna, come tutta la cresta Nord del gruppo del Viso, appartiene alla serie a facies piemontese del Trias-Giura (zona delle pietre verdi di Gastaldi): in particolare, è costituita da rocce eruttive effusive (prasiniti, anfiboliti, eclogiti).
Il nome Punta Roma fu attribuito alla cima dal Prof. Ubaldo Valbusa, che ne compì la prima ascensione il 29 agosto 1905 con la guida Claudio Perotti lungo la via normale.
La punta "tradizionale", termine della via normale, non coincide con il punto più elevato, posto alcuni metri più a Sud. Quest'ultimo è indicato da un ometto di pietre, mentre sulla punta "tradizionale" vi sono una statua della Madonna posta in vetta nel 1961 ed il contenitore per il libro di vetta.

## Ascensioni

### Via normale
Fu la via utilizzata da Valbusa e Perotti per la prima ascensione del 1905.
Si sviluppa sul versante sud-orientale della montagna; presenta difficoltà di tipo alpinistico, con passaggi di I e II grado; la valutazione complessiva della via è F.
L'accesso classico avviene da Pian del Re. Si risale verso il Rifugio Giacoletti seguendo il sentiero V14 fino ad un pianoro ricoperto di massi a quota 2560 m circa; qui si volta a sinistra, seguendo i cartelli indicatori, ed in circa 30 minuti si arriva ad un bivio: a sinistra si va verso il Passo del Colonnello ed il Passo Giacoletti, mentre a destra ha inizio la via vera e propria. Si supera subito un canalino verticale ma non esposto (II), poi si prosegue seguendo i segnavia rossi, alternando cenge erbose a semplici tratti di arrampicata (più esposti), fino ad arrivare alla vetta tradizionale.
Si può utilizzare come punto d'appoggio il Rifugio Giacoletti. Partendo da qui, si deve scendere verso Pian del Re con il sentiero V14 fino al pianoro a quota 2560 m, ove si segue il percorso già descritto.

### Altre vie

#### Cresta Sud

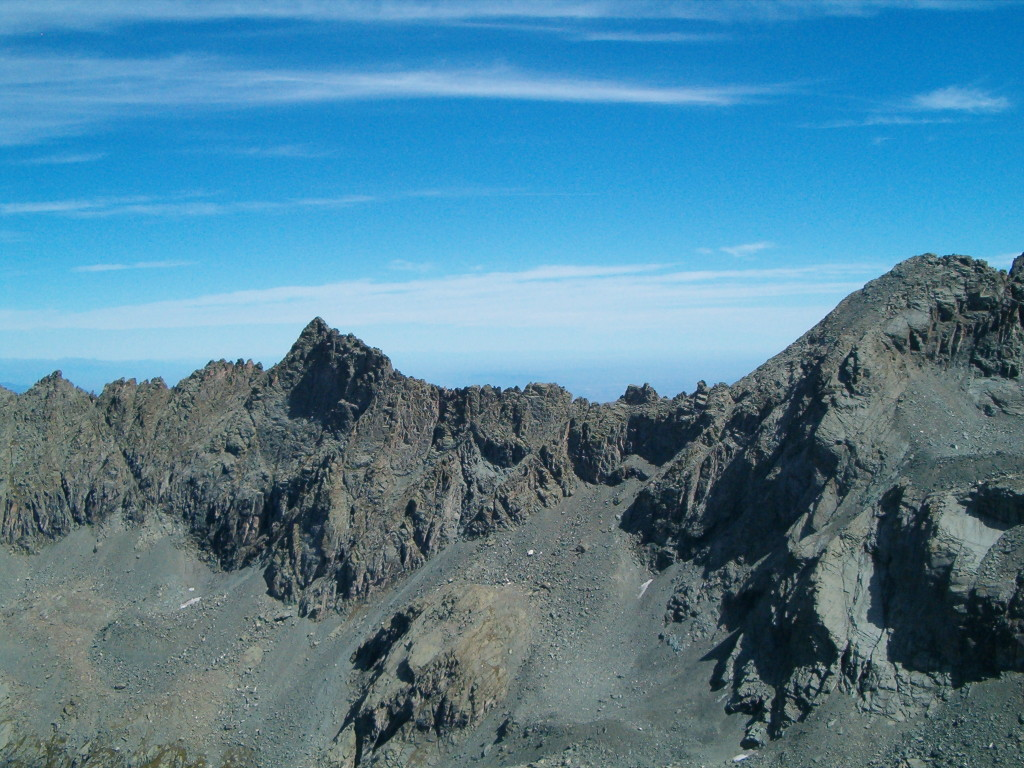
Versante occidentale di Punta Roma (a sinistra) visto dal Monte Losetta; sulla destra, l'anticima di Punta Gastaldi.

Questa via fu percorsa per la prima volta dall'alpinista Mario Sandri con la guida Giuseppe Perotti ed il portatore Giovanni Perotti, l'11 agosto 1921. Ha una difficoltà complessiva valutata in PD.
Si segue l'itinerario della via normale fino al secondo bivio, dove invece di prendere la via normale si prosegue verso il Passo del Colonnello; ad un successivo bivio si prende a destra, lasciando a sinistra il sentiero per il Passo Giacoletti, e si sale in cresta con facile arrampicata (esposta) fino al Passo del Colonnello (2995 m). Da qui si gira a destra (N), e si risale la cresta (passi di III) fino al punto culminante, da cui si scende alla vetta tradizionale.

#### Cresta Nord-Est
Percorsa per la prima volta da Alessandro e Natalia Caligaris con Giovanni Perotti il 12 agosto 1933, questa via ha una difficoltà complessiva valutata in PD+; la prima parte si sviluppa in un canalino nevoso, con inclinazione di 35-40° (anche oltre in caso di neve abbondante), la seconda parte invece è essenzialmente su diedri rocciosi fino quasi in cresta, dove si sviluppa sulle placche formate dalle rocce rotte della cresta stessa.